# 靈伍德 (伊利諾伊州)
靈伍德（英語：Ringwood）是位於美國伊利諾伊州麥克亨利縣的一個村落。

## 地理
靈伍德的座標為42°23′42″N 88°18′11″W / 42.39500°N 88.30306°W，而該地最高點為海拔高度261米（即856英尺）。

## 人口
根據2010年美國人口普查的數據，靈伍德的面積為9.96平方千米，當中陸地面積為9.96平方千米，而水域面積為0.00平方千米。當地共有人口836人，而人口密度為每平方千米83人。